# لي جين-هيون
لي جين-هيون (الكورية: 이진현) هو لاعب كرة قدم كوري جنوبي في مركز الوسط، ولد في 26 أغسطس 1997 في سول في كوريا الجنوبية. لعب مع بوهانغ ستيلرز.

## وصلات خارجية
- لي جين-هيون على موقع الاتحاد الدولي (مؤرشف)  (الإنجليزية)
- لي جين-هيون على موقع دوري كوريا الجنوبية (الإنجليزية)
- لي جين-هيون على موقع قاعدة بيانات كرة القدم.إي يو (الإنجليزية)
- لي جين-هيون على موقع ناشيونال فوتبول تيمز (الإنجليزية)
- لي جين-هيون على موقع Soccerway.com (الإنجليزية)
- لي جين-هيون على موقع عالم كرة القدم.نت (الإنجليزية)